# جوشوا غانز
جوشوا غانز (بالإنجليزية: Joshua Gans)‏ هو اقتصادي أسترالي، ولد في 1968 في سيدني في أستراليا.